# Apamea corsa
Apamea corsa är en fjärilsart som beskrevs av Karl Schawerda 1928. Apamea corsa ingår i släktet Apamea och familjen nattflyn. Inga underarter finns listade i Catalogue of Life.